# FBW 91U EU4A

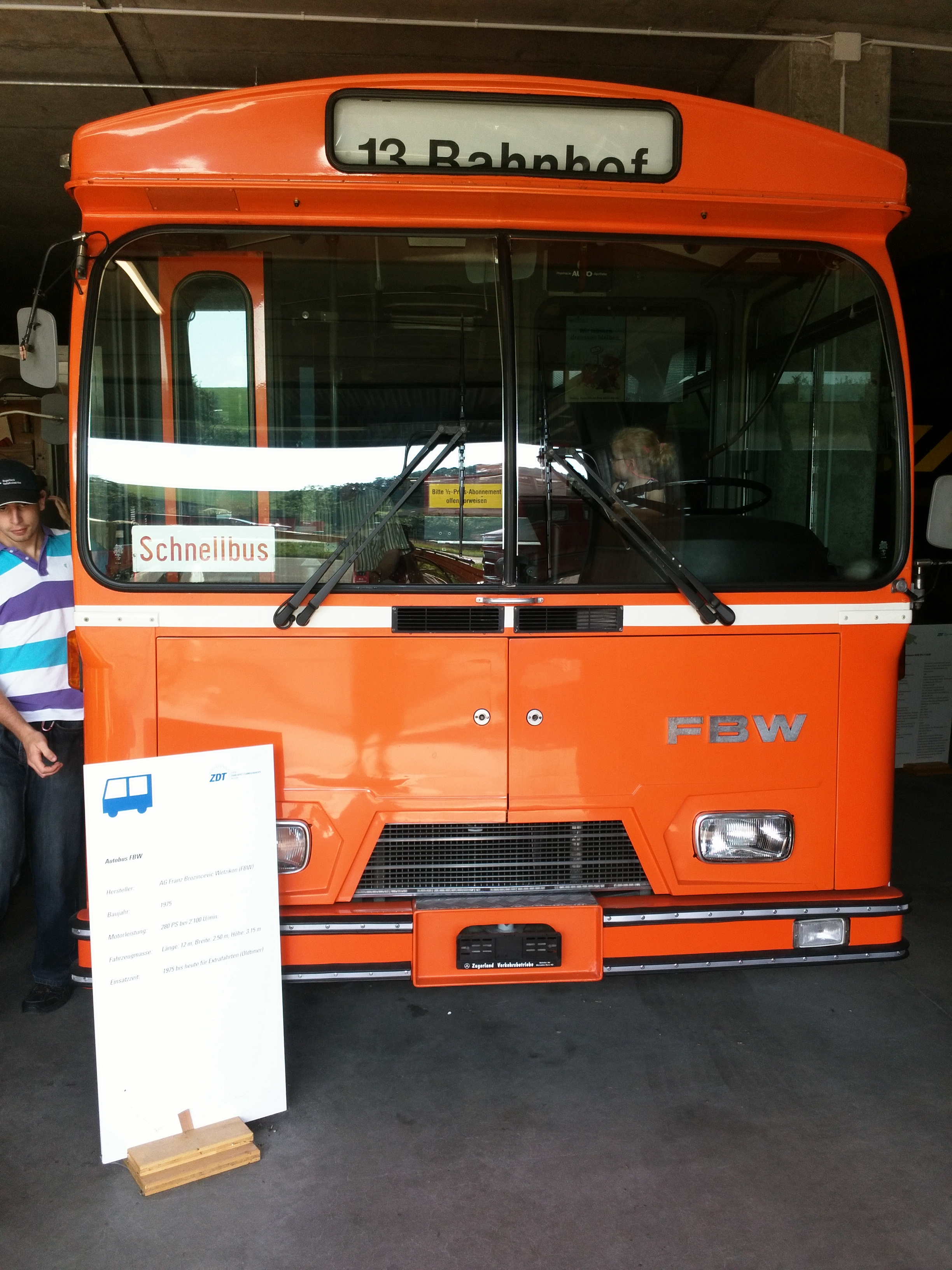
FBW-Autobus der ZVB

Der FBW 91U EU4A ist ein Bus des Schweizer Herstellers Franz Brozincevic & Cie. (FBW), Wetzikon. 

## Geschichte und technische Daten
Der FBW 91U EU4A ist ein linksgelenkter Bus-Typ, der von diversen regionalen Bus / Verkehrsbetrieben in der Schweiz genutzt wurde. Der Aufbau stammt vom Hersteller Hess. Der FBW 91U EU4A verfügt über ein Gepäckabteil, dieses befindet sich direkt hinter der hinteren Ausstiegtüre und verfügt über eine Trennwand mit Schiebetüre mit Glasscheiben. Im Gepäckraum sind auch Sitze angebracht.
Bei den Zugerland Verkehrsbetrieben (ZVB) wurden diese Busse vor allem auf den Bergstrecken Zug–Ägeri (Linie 1) und Zug–Menzingen (Linie 2) verwendet.
Die Busse der ZVB waren zudem mit Splitstreuern vor den Heckrädern ausgerüstet, um bei Bergfahrten bei Schnee eine bessere Haftung zu erreichen. Dies als reine Busse, als Busse mit dem  Personenanhängerwagen APE 4.80 oder mit dem  Personenanhängerwagen APE 4.80 und dem Gepäckanhänger AGP 3. Diese Anhänger wurden schon vom Vorgängermodell dem Saurer 5 DUK eingesetzt. Mit der Beschaffung 1975 wurden, zusammen mit den in VST-Einheitslackierung gehaltenen orangefarbenen Bussen, auch neue Anhängerwagen APE 4.80 beschafft. Ein FBW 91U EU4A der ZVB befindet sich im Zuger Depot Technikgeschichte.

## Daten
| Motorenleistung | 205 kW (280 PS) bei 2'100/min. |
| Länge           | 12'000 mm                      |
| Breite          | 2'500 mm                       |
| Höhe            | 3'150 mm                       |

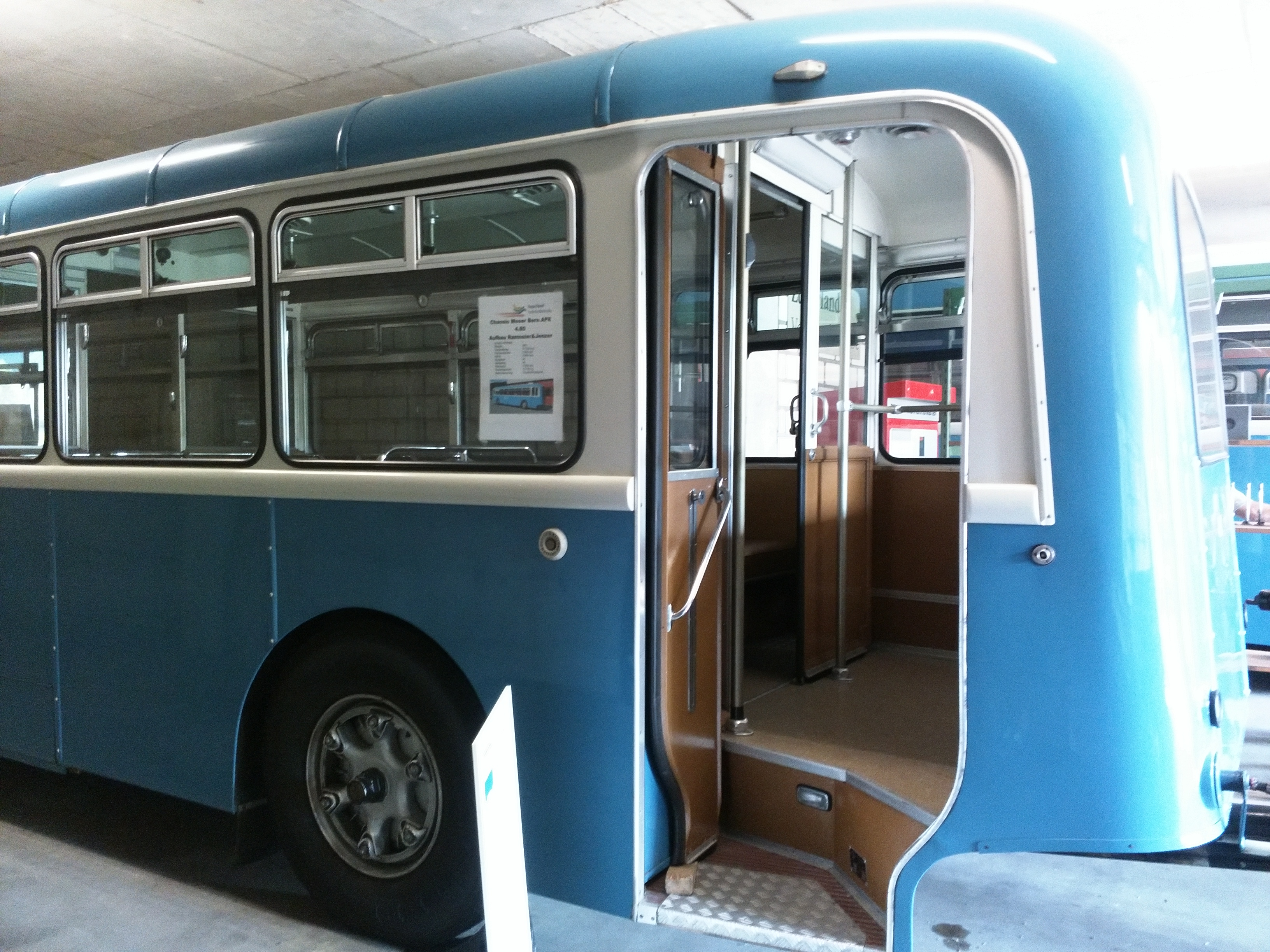
Personenanhänger APE 4.80 der ZVB
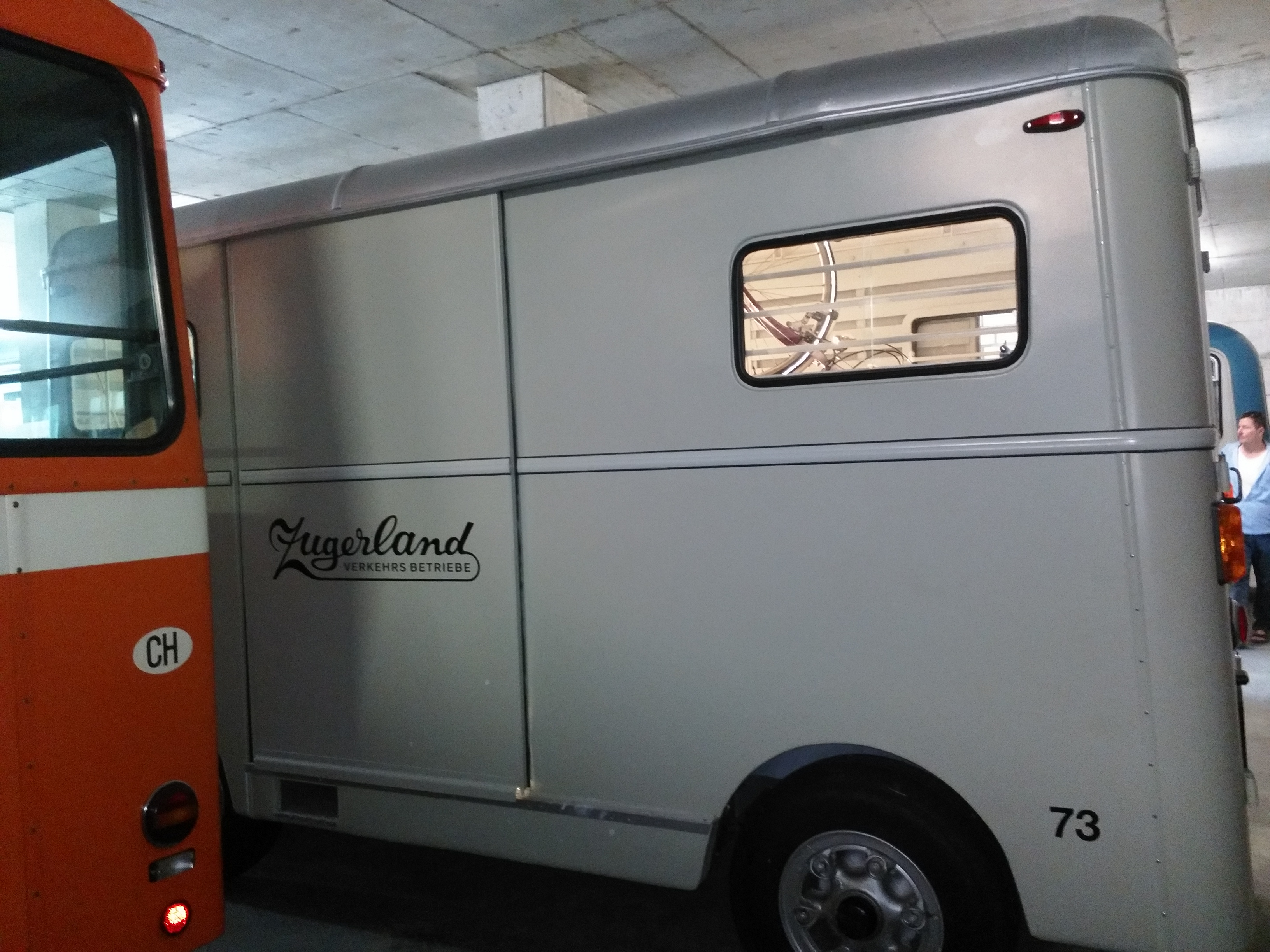
Gepäckanhänger AGP 3 der ZVB